# Membranpotential
Membranpotential är ett begrepp som ofta används inom neurovetenskapen, där det åsyftar den elektriska spänningen mellan den intracellulära- och extracellulära miljön hos en cell.
Membranpotentialen för en nervcell skapas av att koncentrationen av olika typer av joner är olika utanför respektive inne i cellen. Den intracellulära koncentrationen av kaliumjoner är många gånger högre än den extracellulära, medan den extracellulära koncentrationen av natriumjoner är högre än den intracellulära. En genomsnittlig nervcell har en vilomembranpotential som ligger kring -70 mV (minus eftersom extracellulärrummet är referens), och när cellen aktiveras då en aktionspotential genereras så strömmar positivt laddade natriumjoner in i cellen från utsidan, vilket leder till en depolarisering eftersom de positiva laddningarna bidrar till att momentant höja membranpotentialen hos cellen.
Cellmembranet har dock en viss inneboende egenskap av genomsläpplighet (permeabilitet) för kaliumjoner i "vilotillståndet", vilket leder till en förskjutning av nettoladdningen mot ett negativt värde i förhållande till insidan av cellen. Permeabiliteten är ett resultat av proteiner som fungerar som selektiva jonkanaler genom cellmembranet.